# Adolphe Gouhenant
Adolphe François Ignace Gouhenant, né à Flagy (Haute-Saône) le 18 février 1804 et mort à Springfield (Missouri, États-Unis) le 30 avril 1871, est un peintre, adepte du communisme prémarxiste et chef de la première avant-garde icarienne au Texas. Il participe à la fondation d'Icarie au Texas, dont Étienne Cabet est l'instigateur. Après l'échec de la colonie, il ouvre le premier établissement culturel de Dallas, l'Arts Saloon, et devient le premier citoyen naturalisé de la ville.

## Biographie
Fils de Jean-François Gouhenant, fermier et maire de Flagy entre 1805 et 1808, et de Jeanne Françoise Arragon, Adolphe Gouhenant est le cadet d'une fratrie de trois enfants. Après le décès de son père en 1819, il quitte le foyer familial.
Le 6 décembre 1827, il épouse Jeanne Durand, fille d'une famille de fermiers habitant à Feyzin, village situé au sud de Lyon. Il travaille alors comme droguiste et fabricant de couleur à Lyon. En juin 1830, son épouse donne naissance à leur premier enfant, Adolphe, qui ne survivra que quelques heures. L'année suivante naît leur second enfant, Anastasie. Leur troisième et dernier enfant, Ernest, naît le 19 décembre 1832.

### La tour-observatoire de Lyon
En 1830, il imagine construire une tour-observatoire consacrée aux arts et aux sciences au sommet de la colline de Fourvière. Pour ce faire, il fait appel à son ami architecte Jean Pollet. La tour est inaugurée en juillet 1832.
Néanmoins, Gouhenant cumule de nombreuses dettes pour faire aboutir son projet. Condamné à les régulariser, il déclare faillite le 14 décembre 1832. La tour est mise en vente le 6 août 1833, et est rachetée par Jean-Baptiste Perreyve, bénéficiaire des premières hypothèques contractées par Gouhenant. Revendue après le décès de son acquéreur à la Commission de Fourvière, la tour est réduite à la moitié de sa hauteur.

### Conspiration à Toulouse
Entre le milieu des années 1830 et 1841, Gouhenant devient un meneur dans les milieux républicains toulousains. Au cœur des révoltes déclenchées par une réforme fiscale mise en place par le ministre des Finances, Jean Georges Humann, il participe au mouvement social qui agite la ville jusqu'en 1843.
Vers le milieu de l’année 1842, il entre en correspondance avec Étienne Cabet dont il partage les idées. Il adhère également au communisme icarien, et entretient des rapports avec les milieux révolutionnaires parisiens et lyonnais. 
Le 15 janvier 1843, Gouhenant préside un banquet révolutionnaire auquel participent entre autres Abdón Terradas et Albert Laponneraye. L'objectif de cette réunion est d'organiser une insurrection dans le sud de la France qui se propagerait ensuite sur l'ensemble du territoire. Il quitte Toulouse le lendemain du banquet pour rejoindre Agen où il est arrêté le 27 janvier. Les papiers qu'ils portent sur lui au moment de son arrestation incite le commissaire Boissonneau à mener une vaste enquête dans le Midi de la France. 
Le procès de Gouhenant et de ses co-accusés commence le 21 août 1843 à Toulouse. Ces derniers sont acquittés le 31 août et acclamés par la foule qui s'était réunie devant le tribunal. Après le procès, il quitte la ville pour Nérac où il part s'installer avec son fils Ernest, et où il exerce la profession de peintre-restaurateur. 

### Départ pour le Texas et la cité idéale d'Icarie
En septembre 1847, Étienne Cabet annonce qu'il a choisi l'Amérique du Nord, et plus exactement le nord-ouest du Texas pour y installer une colonie icarienne et concrétiser son projet de cité idéale. Gouhenant se porte candidat pour faire partie de l'avant-garde qui partira rejoindre Charles Sully, envoyé en éclaireur, sur les rives de la rivière Rouge, dans les Cross Timbers. Il est sélectionné pour diriger la première avant-garde composée de 69 colons, et embarque le 3 février 1848 à bord du Rome au port du Havre.
Après une longue traversée, le Rome entre dans l'estuaire du Mississippi le 26 mars 1848, puis dans le port de La Nouvelle-Orléans le lendemain. L'avant-garde continue son périple à bord d'un bateau à vapeur, le Monterrey, pour rejoindre Shreveport, d'où Sully avait envoyé ses lettres. Le niveau de la rivière Rouge ne leur permettant pas de se rendre au-delà de Shreveport par bateau, les colons de l'avant-garde décident de continuer par la terre jusqu'à la Peters Colony. Gouhenant et un petit groupe d'hommes finissent par atteindre le lieu convoité, le 1er mai 1848.
Le manque de préparation et d'organisation, l'épuisement, la maladie, les mauvaises conditions sanitaires et une situation financière critique affectent durement la colonie. En outre, Cabet suspecte Gouhenant de l'avoir trahi à Toulouse, et le tient responsable de l'échec des icariens au Texas. Moins de quatre mois après l'arrivée de la première avant-garde, Gouhenant est expulsé de la communauté et la colonie abandonnée.

### Une nouvelle vie au Texas
Après son départ de la colonie, Gouhenant s'installe chez le Texas Ranger Samuel Pritchett résidant à quelques miles de là. Durant son séjour, il fait la connaissance du major Arnold, établi à Fort Worth pour protéger les colons qui s'aventurent de plus en plus sur les terres des Amérindiens. Au cours de l'année 1849, Gouhenant y dispense l'escrime à la garnison et des cours de français, de dessin, de musique, de chant, de danse, etc. aux enfants du major.
En 1850, après avoir acheté plusieurs parcelles de terrain, Gouhenant quitte Fort Worth pour s'installer à Dallas et y créer son entreprise. En mai 1851, il demande la nationalité américaine. En octobre, il acquiert un lot au centre de Dallas pour y établir l'Arts Saloon, le premier établissement culturel de la ville, où se trouvent l'unique galerie d'art et le seul studio de daguerréotype existant dans la région. L'Arts Saloon devient non seulement un lieu animé de danses, d'expositions et de réunions, mais également un lieu de sociabilisation, d'enseignement et parfois même de culte ou de justice. 
Au printemps 1853, Gouhenant rencontre Victor Considerant et Albert Brisbane, venus en Amérique du Nord dans l'idée d'y fonder une colonie fouriériste. Considerant prend la défense de Gouhenant face aux accusations de trahison dont il a fait l'objet, mais il ne publiera finalement qu'une brève note sur ce sujet, en conclusion de son ouvrage Au Texas. 

### Déboires financiers et retour au tribunal
En 1853, Gouhenant est désigné par le comté de Dallas pour administrer les terrains de la Peters Colony et représenter les familles des icariens décédés. Mais à l'automne 1855, il commence à vendre aux enchères les certificats de propriété de ces terrains, et termine devant le tribunal pour chacune de ces transactions. 
Par ailleurs, en février 1854, Gouhenant hypothèque l'Arts Saloon à Brisbane pour une somme de 500 dollars. Le remboursement étant arrivé à échéance, Brisbane poursuit Gouhenant pour récupérer le montant de son prêt de même qu'Alexander Cockrell, un autre créditeur, qui souhaite recouvrer un prêt de 100 dollars. En juillet 1856, le tribunal ordonne la vente de l'Arts Saloon, mais après une bataille judiciaire acharnée, Gouhenant obtient l'invalidité des ventes successives de son salon et le récupère. Il finit néanmoins par se séparer définitivement de l'Arts Saloon, et le vend en mai 1858.